# Kabwe
Pour les articles homonymes, voir Kabwe (homonymie) et Broken Hill (homonymie).
Kabwe (Broken-Hill jusqu'en 1966) est une ville de Zambie située 140 km au nord de la capitale Lusaka dans la province centrale. Sa population s'élève à 117 517 habitants en 2010.
Centre ferroviaire à l'époque de la Rhodésie du Nord, la ville fut un bastion syndical et électoral de Roy Welensky. C'est aussi à Broken Hill que fut fondé l'United National Independence Party (UNIP), le premier parti politique indépendantiste de la Zambie.
Kabwe fut longtemps un centre métallurgique prospère grâce à l’exploitation de ses mines de plomb et de zinc par la Zambia Consolidated Copper Mines ou ZCCM. Ces mines ont été fermées en 1994 à cause d’une pollution au plomb et du risque de saturnisme. Le quartier de Katongo (2 000 habitants) serait le plus touché. Quinze millions de dollars ont été débloqués par la Banque mondiale pour lancer un programme de décontamination du site.
Autres édifices de la ville : église de Chowa, Government Lodge.

## Religion
Kabwe est le siège d'un diocèse catholique créé le 29 octobre 2011.

## Préhistoire
L'Homme de Kabwe, un hominidé bipède, a été trouvé en 1921 par Tom Zwiglaar, un mineur suisse, et un mineur africain dont le nom n'a pas été enregistré, dans une mine de plomb et de zinc de ce qui s'appelait alors encore Broken Hill - d'où le nom courant de "Homme de Broken Hill" (en anglais : Broken Hill man) pour cet hominidé. Il serait un ancêtre d’Homo sapiens, et descendant d’Homo antecessor.

## Situation sanitaire
En 2019, plus d’un tiers des habitants de la ville vivent dans des townships contaminés, du fait de l'activité pendant près d'un siècle d'une mine de plomb et de zinc. Les enfants sont particulièrement exposés au saturnisme.

## Personnalités
- Maureen Mwanawasa, avocate et Première dame